# Марк Аселий
Марк Аселий (Markus Asellius) e политик на ранната Римска република през втората половина на 5 век пр.н.е.
През 423 пр.н.е. Аселий служи като конник при Гай Семпроний Атрацин във войната против волските.
През 422 пр.н.е. Аселий e народен трибун. Неговите колеги са: Тиберий Антисций, Секст Темпаний, Тиберий Спурилий и Луций Хортензий. Тази година Хортензий дава на съд Гай Семпроний Атрацин за грешки по време на войната против волските през 423 пр.н.е. Другите четири народни трибуни, които са били конници по времето на битката, се изказват добре за Семпроний и Хортензий оттегля временно обвинението. Процесът се прекратява временно.